# Adolf von Bülow (General, 1837)

Adolf von Bülow (1837–1907)

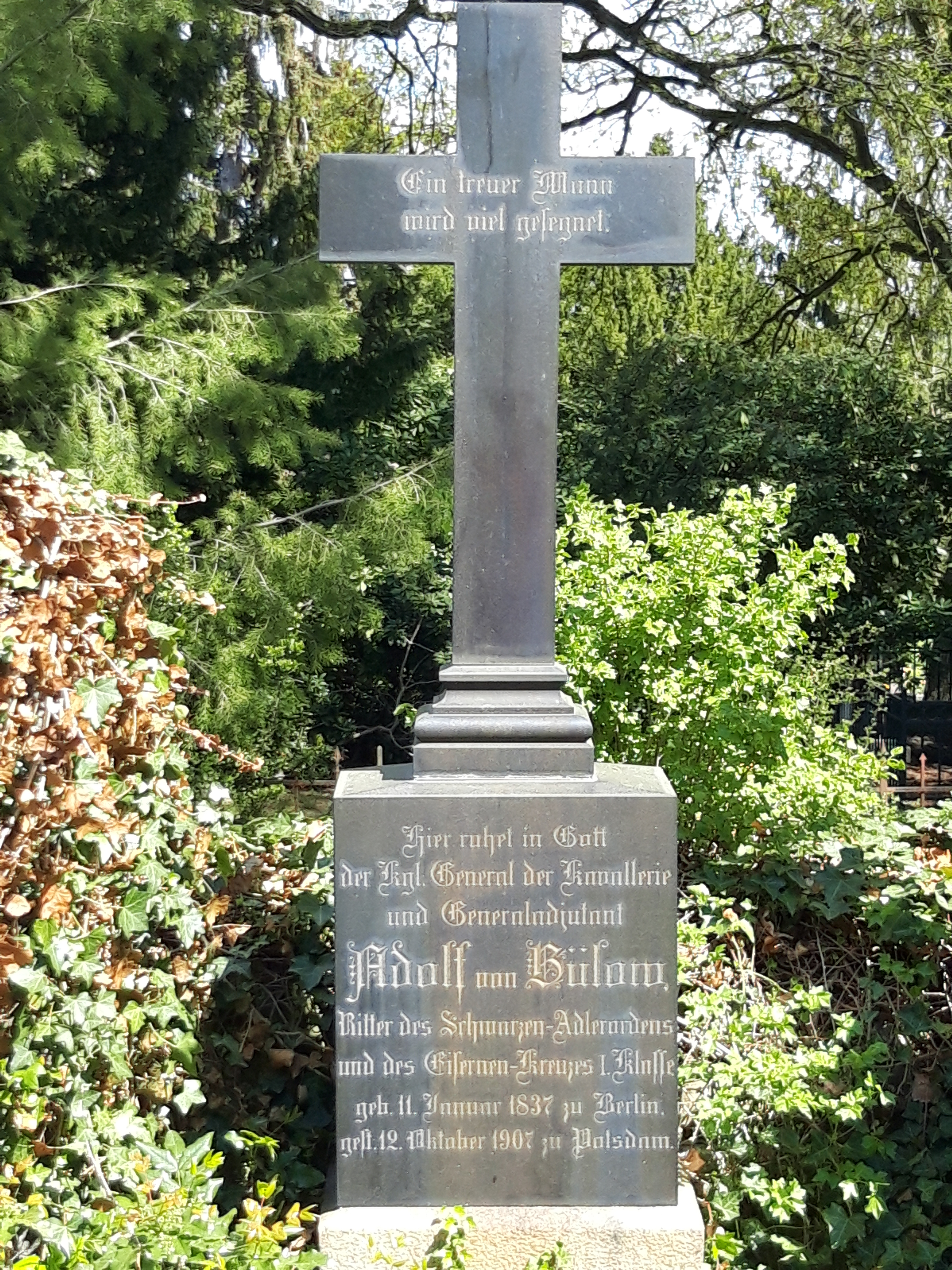
Grabstätte Adolf von Bülow auf dem Neuen Friedhof in Potsdam

Karl Adolf Leopold von Bülow (* 11. Januar 1837 in Berlin; † 12. Oktober 1907 in Potsdam) war ein preußischer General der Kavallerie und Generaladjutant.

## Leben

### Herkunft
Adolf von Bülow entstammte dem mecklenburgischen Uradelsgeschlecht von Bülow. Er war das vierte Kind des preußischen Geheimen Legationsrates Friedrich von Bülow (1789–1853) und dessen zweiter Ehefrau Pauline, geborene von Carlowitz (1806–1872). Der Landrat Woldemar von Bülow (1830–1869) und der preußische Generalmajor Albert von Bülow (1829–1892) waren seine älteren Bruder.

### Militärkarriere
Nach der Schulausbildung trat Bülow am 21. März 1854 als Fahnenjunker in das 12. Husaren-Regiment der Preußischen Armee ein und avancierte im Februar 1856 zum Sekondeleutnant. Für drei Jahre absolvierte er ab Oktober 1860 zur weiteren Ausbildung die Kriegsakademie. Daran schloss sich seine Kommandierung zum 
Topographischen Büro des Großen Generalstabes und ab Februar 1866 als Adjutant beim Generalkommando des IV. Armee-Korps an. Für die Dauer der Mobilmachung anlässlich des folgenden Krieges gegen Österreich war Bülow dem Oberkommando der 1. Armee unter Friedrich Karl von Preußen zugeordnet. Er machte den Feldzug in Böhmen mit und erhielt den Roten Adlerorden IV. Klasse mit Schwertern. Nach dem Krieg kehrte Bülow in den Truppendienst zu seinem Stammregiment zurück. Unter Stellung à la suite seines Regiments wurde er im Februar 1867 dem Generalkommando des II. Armee-Korps überwiesen und stieg zwei Monate später zum Rittmeister auf. Im März 1867 wurde Bülow als Militärattaché an die deutschen Botschaft in Paris kommandiert.
Während des Deutsch-Französischen Krieges gehörte er dem Stab der 2. Armee unter Friedrich Karl von Preußen an und beteiligte sich an den Kämpfen um Metz sowie dem Loirefeldzug. Im Januar 1871 befand er sich in Vertretung für den erkrankten Generalstabsoffizier Maximilian von Versen beim Stab der 4. Kavallerie-Division. Ausgezeichnet mit beiden Klassen des Eisernen Kreuzes kehrte Bülow nach dem Friedensschluss als Militärattaché nach Paris zurück, stieg bis Anfang 1882 zum Oberst und Flügeladjutanten von Kaiser Wilhelm I. auf. Bülow erhielt die Erlaubnis zur Annahme des Kommandeurkreuzes der Ehrenlegion und wurde Ende März 1882 unter Entbindung von seinem Kommando nach Paris und unter Belassung in seinem Verhältnis als Flügeladjutant zum Kommandeur des 3. Garde-Ulanen-Regiments ernannt. Unter weitere Belassung in seinem Verhältnis als Flügeladjutant war er ab dem 14. Februar 1885 Kommandeur der 13. Kavallerie-Brigade in Münster und avancierte Mitte August 1887 zum Generalmajor. Am 2. April 1889 wurde Bülow unter Versetzung zu den Offizieren von der Armee dem Chef des Generalstabes der Armee Alfred von Waldersee zur Verfügung gestellt. Unter Beförderung zum Generalleutnant und Entbindung von seinem Dienstverhältnis beim Chef des Generalstabes der Armee erfolgte am 24. März 1890 mit Wirkung zum 1. April 1890 seine Ernennung zum Kommandeur der Großherzoglich Hessischen (25.) Division.
Mit der Beförderung zum General der Kavallerie wurde Bülow am 27. Januar 1895 Kommandierender General des VIII. Armee-Korps in Koblenz. Anschließend übernahm er am 2. Januar 1896 unter gleichzeitiger Ernennung zum Generaladjutanten von Wilhelm II. das XIV. Armee-Korps. Nach Abschluss des Kaisermanövers im Herbst 1899 erhielt er den Schwarzen Adlerorden. In Genehmigung seines Abschiedgesuches wurde Bülow am 25. Januar 1902 unter Belassung in seinem Verhältnis als Generaladjutant mit der gesetzlichen Pension zur Disposition und gleichzeitig à la suite des 3. Garde-Ulanen-Regiments gestellt.
Nach seiner Verabschiedung erhielt er die Erlaubnis zur Annahme des Hausordens der Treue.
Adolf von Bülow starb im Alter von 70 Jahren in Potsdam. Er ist mit seiner Frau auf dem dortigen Neuen Friedhof bestattet. Ihr Grab besteht.

### Familie
Am 6. Juli 1880 heiratete Bülow in Berlin Mathilde, verwitwete Freifrau von der Heydt, geborene von Balan (1847–1907) und Enkelin des Juristen Joseph Wilhelm Balan. Aus dieser Ehe gingen die sieben Kinder Adolf (* 1881), Max (1882–1914), Mathilde (* 1885), Hans (* 1886), Werner (* 1887), Elisabeth (* 1889) und Gertrud (* 1890) hervor.